# Elio Alba-Buffill
Elio Alba-Buffill (25 de abril de 1930-24 de agosto de 2017) fue un escritor, educador y crítico literario cubano. Ensayista reputado, escribió importantes trabajos sobre la obra de José Martí y Enrique José Varona. Como docente, trabajó en La Salle, la Universidad de La Habana, y dirigió el Kingsborough College de Nueva York. También dirigió la revista Círculo.